# 田代栄助

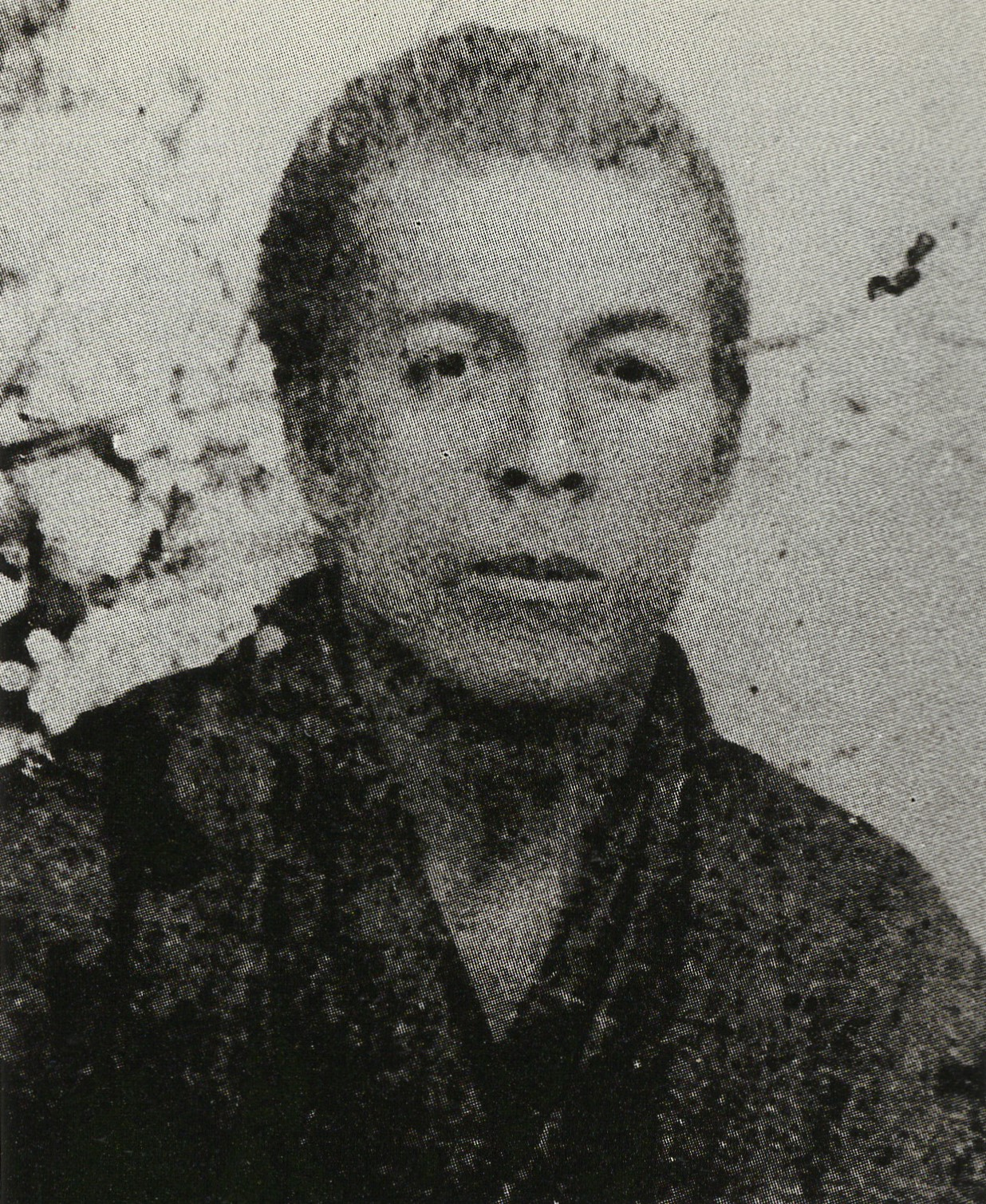
田代栄助

田代 栄助（たしろ えいすけ、天保5年8月14日（1834年9月16日） - 明治18年（1885年）5月17日）は江戸時代から明治時代にかけての侠客、明治初期の代言人。秩父事件では困民党の総理として無血蜂起を指揮した。

## 人物
田代勇太郎嘉之の子として武蔵国秩父郡大宮郷字熊木（現・埼玉県秩父市熊木町）に生まれる。実家はかつて忍藩の割役名主を務めたこともある名家であった。
農業を営むかたわら、他者の賃借などについて仲裁を行ったり、困窮者の手助けを行ったり、放浪者を救ったりするなど弱者に優しく、秩父の郡民からは非常に信頼されており、慕うものが200人を越えるほどだったという。
維新後、新政府の富国強兵に伴う年々度重なる増税、失政によるデフレスパイラルに続き、国際的絹価格の大下落で、秩父地方で盛んな養蚕業を営む多くの農民の生活は悪化していた。そんな中、1884年（明治17年）9月、困民党に招聘され総理に推挙される。そして議論の末に無血蜂起を決定し、10月31日に開始。
軍律は以下の通りであった。

第一条 私ニ金品ヲ掠奪スル者ハ斬
第二条 女色ヲ犯ス者ハ斬
第三条 酒宴ヲ為シタル者ハ斬
第四条 私ノ遺恨ヲ以テ放火其他乱暴ヲ為シタル者ハ斬
第五条 指揮官ノ命令二違背シ私ニ事ヲ為シタル者ハ斬

蜂起中に困民党メンバーやその同調者は「自由自治元年」という私年号を用いた。早くも翌11月1日には秩父郡内を制圧して、高利貸や役所等の書類を破棄した（なお一部には、指導部の意に反して暴力行為や焼き討ち等を行った者もいた）。
しかし、当時既に開設されていた電信によりいち早く彼らの蜂起とその規模を知った政府は、一部汽車をも利用して警察隊・憲兵隊等を送り込むが苦戦し、最終的には東京鎮台の鎮台兵を送り郡境を抑えたため、11月4日に秩父困民党指導部は事実上崩壊、鎮圧された。
田代は、武装した政府軍に追われて11月11日まで山に籠もり、11月14日に黒谷村（後に原谷村、現在は秩父市）の知人宅に宿泊。しかしその家の下働きの老女に密告され、翌15日未明、就寝していたところを警官隊に踏み込まれて捕縛された。
その後取り調べを経て、1885年（明治18年）2月19日に死刑判決を受ける。同年5月17日、加藤織平・新井周三郎・高岸善吉・坂本宗作と共に熊谷監獄にて絞首刑。享年52。